# 成吉思汗监狱农场
成吉思汗监狱农场，是中国内蒙古自治区呼伦贝尔市扎兰屯市下辖的一个类似乡级单位。

## 行政区划
成吉思汗监狱农场共辖以下地区：
场部、第二中队、第三中队、第四中队、第五中队、第六中队、第七中队、第八中队、第九中队、良种场、修配场。